# Телезе-Терме
Телезе-Терме (італ. Telese Terme) — муніципалітет в Італії, у регіоні Кампанія, провінція Беневенто.
Телезе-Терме розташоване на відстані близько 190 км на південний схід від Рима, 50 км на північний схід від Неаполя, 23 км на північний захід від Беневенто.
Населення — 7381 особа (2014).
Покровитель — святий Степан.

## Демографія
Населення за роками:

Станом на 1 січня 2023 року в муніципалітеті офіційно проживало 340 іноземців з 45 країн, серед них 129 громадян країн Євросоюзу та 37 громадян України.

## Сусідні муніципалітети
- Аморозі
- Кастельвенере
- Меліццано
- Сан-Сальваторе-Телезіно
- Солопака